# ブラウンシュヴァイク (フリゲート)
ブラウンシュヴァイク（ドイツ語: Braunschweig, F 225）とは、西ドイツ海軍のフリゲートであり、ケルン級フリゲートの6番艦である。
艦名はニーダーザクセン州第二の都市であるブラウンシュヴァイク市に由来し、この名を冠するドイツ海軍の艦艇としては2代目である。

## 艦歴
「ブラウンシュヴァイク」はケルン級フリゲートの最終艦として、H.C.ストラッケン&ゾーン・ハンブルク造船所にて1960年に起工し、1964年に就役し、以降は他の姉妹艦と同様に第2護衛艦戦隊（2. Geleitgeschwader）に配備された。第2護衛艦戦隊は1959年2月1日にクックスハーフェン（Cuxhaven）を母港として編成されたが、1968年以降はヴィルヘルムスハーフェンに移転している。
「ブラウンシュヴァイク」以下ケルン級フリゲートは、CODAGによる高速力を活かして、バルト海において北欧諸国に急行するNATO軍の輸送艦隊を、ソ連及びワルシャワ条約機構加盟国（バルト海においては、東ドイツとポーランド）海軍の潜水艦から護衛することを任務としていた。
しかし、ケルン級フリゲート自体が1950年代末の技術で建造された小型の艦艇であることから近代化改修の余裕がなく、就役後に登場した艦載対潜ヘリコプターや個艦防空ミサイル、艦対艦ミサイルなどの新兵器を運用可能な見込みが少なかった。これらの新技術をふんだんに盛り込んだブレーメン級フリゲートが1970年代末から1980年代にかけて次々と建造・就役してゆく中、ケルン級は1980年代に退役を開始した。
所属部隊の第2護衛艦戦隊も1988年9月30日に解隊されたが、この時点でまだ現役に留まっていた「F224 リューベック」と「ブラウンシュヴァイク」は翌10月1日に編成された第2フリゲート戦隊（2. Fregattengeschwader）に移籍した。最後の姉妹艦リューベックは1988年12月3日に西ドイツ海軍から退役してトルコ海軍に売却され、最後まで現役に踏みとどまった「ブラウンシュヴァイク」も1989年7月4日付けで西ドイツ海軍から退役した。
退役後のケルン級フリゲートについては、トルコ海軍が「F221 エムデン」と「F223 カールスルーエ」をそれぞれ、「D361 ゲムリク」と「D360 ゲリボル」の名で就役させていた他、「リューベック」を部品取り用に買い取った。そのトルコ海軍は1989年に「ゲムリク」（旧「エムデン」）を退役させ、その代艦として「ブラウンシュヴァイク」を引き取り「D361 ゲムリク」の名を襲名させたうえで再就役させたが、1995年に退役し翌年にはスクラップとなった。